# Algarve Cup 2006
L'Algarve Cup 2006 è stata la tredicesima edizione dell'Algarve Cup. Ebbe luogo dal 9 al 15 marzo 2006.

## Formato
Le 11 squadre erano divise in tre gironi all'italiana. I gruppi A e B contenevano le squadre meglio piazzate nel ranking che si contesero il titolo.
Dopo gli scontri diretti nel girone, vennero disputate cinque finali: la finale per il nono posto tra la seconda del gruppo C e la peggiore quarta tra gli altri due gruppi, la finale per il settimo posto tra la prima del gruppo C e la migliore quarta tra gli altri due gruppi, la finale per il quinto posto tra le terze dei primi due gruppi, la finale per il terzo posto tra le seconde dei primi due gruppi e la finale tra le prime dei primi due gruppi.
Erano assegnati tre punti per la vittoria, uno per il pareggio e zero per la sconfitta. In caso di parità di punti, venivano considerati gli scontri diretti, la differenza reti e i gol fatti.

## Squadre
- Cina
- Danimarca
- Finlandia
- Francia

- Germania
- Irlanda
- Messico
- Norvegia

- Portogallo
- Stati Uniti
- Svezia

- L'Irlanda del Nord fu inizialmente designata per essere la quarta squadra del Gruppo C, ma in seguito a rinuncia fu rimpiazzata dalla Slovacchia, la quale si ritirò anch'essa.

## Fase a gironi

### Gruppo A
| Pos. | Squadra   | Pt | G | V | N | P | GF | GS | DR |
| ---- | --------- | -- | - | - | - | - | -- | -- | -- |
| 1.   | Germania  | 9  | 3 | 3 | 0 | 0 | 9  | 0  | +9 |
| 2.   | Svezia    | 4  | 3 | 1 | 1 | 1 | 4  | 4  | 0  |
| 3.   | Norvegia  | 2  | 3 | 0 | 2 | 1 | 0  | 1  | -1 |
| 4.   | Finlandia | 1  | 3 | 0 | 1 | 2 | 1  | 9  | -8 |

| Faro 9 marzo 2006, ore 17:00 CET                                                              | Germania  | 5 – 0 referto | Finlandia | Stadio Algarve (100 spett.) |
| \| \| \| \| \| Pohlers 59’ Prinz 63’ Garefrekes 71’ Behringer 80’ Fuss 85’ \| Marcatori \| \| |           |               |           |                             |
|                                                                                               |           |               |           |                             |
| Pohlers 59’ Prinz 63’ Garefrekes 71’ Behringer 80’ Fuss 85’                                   | Marcatori |               |           |                             |

| Loulé 9 marzo 2006, ore 19:30 CET | Norvegia       | 0 – 0 referto | Svezia | Estádio Municipal\| Arbitro: \| Shane De Silva \| |
| Arbitro:                          | Shane De Silva |               |        |                                                   |

| Arbitro: | Virginia Tovar |

|  |           |                                              |
|  | Marcatori | 43’ (rig.) Behringer 56’ Wimbersky 88’ Prinz |

| Faro 11 marzo 2006, ore 15:00 CET | Finlandia   | 0 – 0 referto | Norvegia | Stadio Algarve (225 spett.)\| Arbitro: \| Gasje Fatou \| |
| Arbitro:                          | Gasje Fatou |               |          |                                                          |

| Arbitro: | Mayumi Oiwa |

|                                   |           |              |
| Sandell 25’, 51’, 85’ Moström 67’ | Marcatori | 85’ Valkonen |

| Arbitro: | Floarea Babadac |

|               |           |  |
| Wimbersky 90’ | Marcatori |  |

### Gruppo B
| Pos. | Squadra     | Pt | G | V | N | P | GF | GS | DR  |
| ---- | ----------- | -- | - | - | - | - | -- | -- | --- |
| 1.   | Stati Uniti | 7  | 3 | 2 | 1 | 0 | 9  | 1  | +8  |
| 2.   | Francia     | 4  | 3 | 1 | 1 | 1 | 4  | 6  | -2  |
| 3.   | Cina        | 4  | 3 | 1 | 1 | 1 | 6  | 1  | +5  |
| 4.   | Danimarca   | 1  | 3 | 0 | 1 | 2 | 2  | 13 | -11 |

| 9 marzo 2006 | Cina | 0 – 0 | Stati Uniti |  |

| Arbitro: | Natalia Avdonchenko |

|                          |           |                        |
| Nielsen 31’ Sørensen 50’ | Marcatori | 18’ Coquet 26’ Tonazzi |

| Arbitro: | Dianne Ferreira-James |

|              |           |  |
| Bussaglia 2’ | Marcatori |  |

| 11 marzo 2006                                                                    | Danimarca | 0 – 5                                          | Stati Uniti |  |
| \| \| \| \| \| \| Marcatori \| 16’ Wambach 29’ 31’ O'Reilly 42’ Lilly 72’ Kai \| |           |                                                |             |  |
|                                                                                  |           |                                                |             |  |
|                                                                                  | Marcatori | 16’ Wambach 29’ 31’ O'Reilly 42’ Lilly 72’ Kai |             |  |

| Arbitro: | Jenny Palmqvist |

|                                         |           |            |
| Lilly 1’ Wagner 49’ Tarpley 50’ Kai 76’ | Marcatori | 64’ Lattaf |

| 13 marzo 2006                                                                          | Danimarca | 0 – 6                                                | Cina |  |
| \| \| \| \| \| \| Marcatori \| 20’, 34’, 41’ Han Duan 28’, 52’ Yue 66’ Zhao Xiaoyan \| |           |                                                      |      |  |
|                                                                                        |           |                                                      |      |  |
|                                                                                        | Marcatori | 20’, 34’, 41’ Han Duan 28’, 52’ Yue 66’ Zhao Xiaoyan |      |  |

### Gruppo C
| Pos. | Squadra    | Pt | G | V | N | P | GF | GS | DR |
| ---- | ---------- | -- | - | - | - | - | -- | -- | -- |
| 1.   | Messico    | 4  | 3 | 1 | 1 | 0 | 6  | 0  | +6 |
| 2.   | Irlanda    | 4  | 3 | 1 | 1 | 0 | 1  | 0  | +1 |
| 3.   | Portogallo | 0  | 3 | 0 | 0 | 2 | 0  | 7  | -7 |

| Arbitro: | Adriane Lucia Correa |

|  |           |            |
|  | Marcatori | 29’ Hislop |

| Vila Real de Santo António 11 marzo 2006 | Irlanda | 0 – 0 | Messico |  |

| Silves 13 marzo 2006                                                                                             | Portogallo | 0 – 6                                                                          | Messico |  |
| \| \| \| \| \| \| Marcatori \| 4’, 23’ Castelan 30’ Lus Soto 35’ González 42’ Dulce Costa 77’ Maria Maradiaga \| |            |                                                                                |         |  |
| |            |                                                                                |         |  |
| | Marcatori  | 4’, 23’ Castelan 30’ Lus Soto 35’ González 42’ Dulce Costa 77’ Maria Maradiaga |         |  |

## Finale nono posto
| Lagoa 15 marzo 2006, ore 10:00 CET                                                     | Danimarca | 4 – 0 referto | Irlanda | Estádio Josino Costa (75 spett.) |
| \| \| \| \| \| Paaske Sørensen 19’, 38’ Pape 32’ Eggers Nielsen 78’ \| Marcatori \| \| |           |               |         |                                  |
|                                                                                        |           |               |         |                                  |
| Paaske Sørensen 19’, 38’ Pape 32’ Eggers Nielsen 78’                                   | Marcatori |               |         |                                  |

## Finale settimo posto
| 15 marzo 2006 | Finlandia | 4 – 3 | Messico |  |

## Finale quinto posto
| Arbitro: | Dagmar Damková |

|  |           |             |
|  | Marcatori | 76’ Rønning |

## Finale terzo posto
| Arbitro: | Kari Seitz |

|             |           |  |
| Schelin 51’ | Marcatori |  |

## Finale
| Arbitro: | Susanne Borg-Pilhamre |

|                                                    |                      |                                     |
| Behringer Pohlers Prinz Okoyino Da Mbabi Wimbersky | Tiri di rigore 4 – 3 | Wagner Boxx Whitehill Wambach Lilly |

## Classifica finale
| Posizione | Squadra     |
| --------- | ----------- |
| 1         | Germania    |
| 2         | Stati Uniti |
| 3         | Svezia      |
| 4         | Francia     |
| 5         | Norvegia    |
| 6         | Cina        |
| 7         | Finlandia   |
| 8         | Messico     |
| 9         | Danimarca   |
| 10        | Irlanda     |
| 11        | Portogallo  |